# Quinta Brunson
Quinta Brunson, född 21 december 1989 i Philadelphia, är en amerikansk författare, producent, skådespelare och komiker. 
Brunson uppmärksammades för sin egenproducerade Instagramserie Girl Who Has Never Been on a Nice Date. Hon fick därefter kontrakt med BuzzFeed Video och utvecklade två streamingserier med BuzzFeed Motion Pictures. 
2021 hade komediserien Abbott Elementary premiär på ABC. Brunson har skapat, producerat, skrivit och spelar en av huvudrollerna i serien. Abbott Elementary har sänts i tre säsonger och har kontrakt på en tfjärde säsong. Vid Emmy-galan 2022 nominerades hon i tre kategorier för sitt arbete med Abbott Elementary. Hon vann pris för Bästa manus i en komediserie.
År 2022 placerade Time Brunson på sin lista över världens 100 mest inflytelserika personer.